# Whitcomb L. Judson
Whitcomb L. Judson (7. března 1846, Chicago – 8. prosince 1909) byl americký strojní inženýr a vynálezce. Zabýval se především kolejovou městskou dopravou, nejvíce ho však proslavil vynález zdrhovadla. Podal 7. listopadu 1891 žádost o patent na zařízení umožňující rychlé rozšněrování boty. Patent byl udělen 29. srpna 1893. Judson spolu s Harry Earlem založili společnost Universal Fastener Company, prezentovali svůj objev na Světové výstavě 1893 a prodávali zipy pod názvem C-Cure. Jejich model však neměl velký komerční úspěch, k masovému rozšíření zipu došlo až díky jeho zdokonalení Gideonem Sundbackem a armádním zakázkám za první světové války.